# Martti Koskenniemi
Martti Antero Koskenniemi, född 18 mars 1953 i Åbo, är en finländsk jurist.
Koskenniemi är son till hovrättsrådet Hannu Koskenniemi och Anna-Maija Rehnfors samt barnbarn till författaren V. A. Koskenniemi. Han blev juris doktor 1989. Han tjänstgjorde 1978–1996 inom utrikesförvaltningen och var 1992–1996 docent i internationell rätt vid Helsingfors universitet samt blev sistnämnda år professor i ämnet. Han utnämndes 2004 till akademiprofessor för en femårsperiod. Sedan 2002 är han ledamot av Finska Vetenskapsakademien.
Koskenniemi har snabbt uppnått positionen av en ledande teoretiker inom den internationella rätten; bland arbeten märks doktorsavhandlingen From apology to utopia (1989), Kansainväliset pakotteet ja Suomi (1994) och framför allt The gentle civilizer of nations (2002), som granskar den internationella rättens utveckling från 1870 till 1960 ur en historiefilosofisk synvinkel.